# Emile Meijer

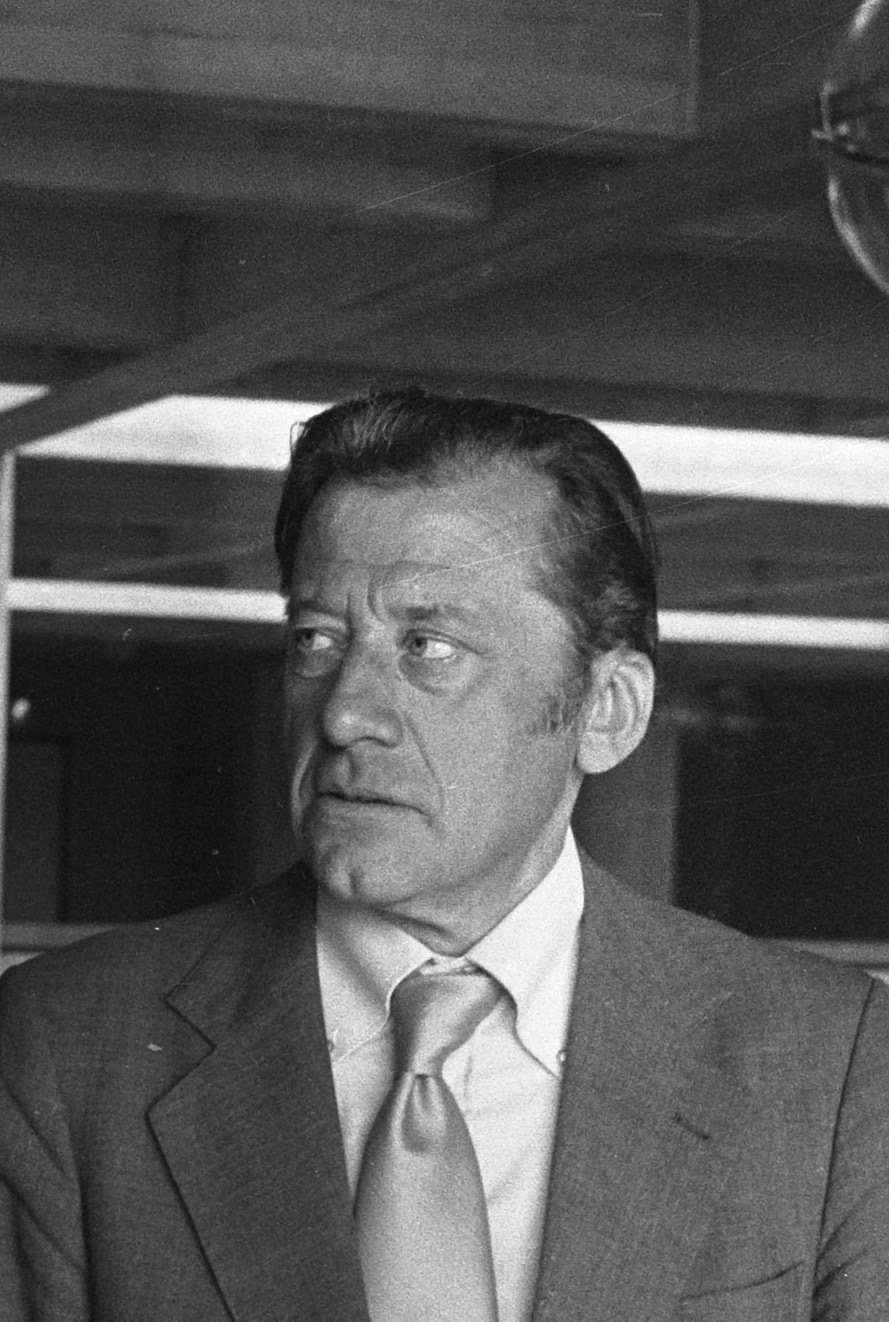
Emile Meijer in 1976

Emile Meijer (Rotterdam, 8 februari 1921 - Biella, 5 september 2002) was een Nederlands kunsthistoricus en museumdirecteur. Hij was de oprichter van het inmiddels populaire Van Gogh Museum te Amsterdam en tevens eerste directeur. 

## Biografie
Meijer studeerde kunstgeschiedenis aan de Universiteit van Amsterdam. Hij had onder andere voor het Centraal Museum te Utrecht en het Rijksmuseum te Amsterdam gewerkt. 
In 1973 opende Meijer het Rijksmuseum Vincent van Gogh in Amsterdam, nadat in 1962 een overeenkomst tussen de familiestichting Van Gogh en de Nederlandse staat tot stand was gekomen. Na enkele jaren, in 1976, werd Meijer een museumverbod opgelegd nadat hij het gestelde budget met 70% had overschreden. Hij werd door de toenmalige  minister van Cultuur, Recreatie en Maatschappelijk Werk, Van Doorn, ontslagen. Twee jaar later oordeelde het ambtenarengerecht, dat deze beslissing onterecht was geweest. Meijer kreeg hiervoor een schadevergoeding. 
Later was Meijer vooral actief als schrijver en spreker. Hij overleed op 5 september 2002 op 81-jarige leeftijd in het Italiaanse Biella.

## Publicaties
- Schatten uit het Rijksmuseum (1985)
- Farawe (1985)
- Het Fotografische geheugen (1987)